# Port lotniczy Rostów nad Donem
Port lotniczy Rostów nad Donem – międzynarodowy port lotniczy położony 9 km na wschód od centrum Rostowa nad Donem. Jest największym portem lotniczym w obwodzie rostowskim. W 2011 obsłużył 1,7 mln pasażerów.

## Kierunki lotów i linie lotnicze
Na lotnisku nie ma już regularnych lotów od 2018 r. Ostatni regularny lot odbył się 7 grudnia 2017 roku linią Aeroflot do Sankt Petersburga. Lotnisko zostało całkowicie zamknięte 1 marca 2018 r., ale podczas Mistrzostw Świata w piłce nożnej FIFA 2018 służyło jeszcze jako zapasowy pas startowy lub w sytuacjach awaryjnych. 